# Suomutunturi
Suomutunturi är en kulle i Finland.   Den ligger i den ekonomiska regionen  Östra Lapplands ekonomiska region  och landskapet Lappland, i den norra delen av landet, 700 km norr om huvudstaden Helsingfors. Toppen på Suomutunturi är 409 meter över havet.
Terrängen runt Suomutunturi är huvudsakligen platt, men den allra närmaste omgivningen är kuperad. Suomutunturi är den högsta punkten i trakten. Runt Suomutunturi är det mycket glesbefolkat, med 2 invånare per kvadratkilometer.